# Ancasti
Ancasti é um município da Argentina, localizada na província de Catamarca. É a capital do departamento Ancasti.